# Ceraarachne varia
Ceraarachne varia är en spindelart som beskrevs av Eugen von Keyserling 1880. Ceraarachne varia ingår i släktet Ceraarachne och familjen krabbspindlar.
Artens utbredningsområde är Colombia. Inga underarter finns listade i Catalogue of Life.